# Yumeki Entertainment Agency
Yumeki Entertainment Agency fue una editorial mexicana, casa productora de medios audiovisuales y productora de divulgación artística y cultural fundada en 2004 en la Ciudad de México. Se especializaba en la publicación de noticias e información de Japón, entretenimiento, cultura, música y en particular sobre el género idol japonés, siendo pionero sobre ese tema en habla hispana. La editorial se encuentra inactiva desde 2015.
Fungió como editora de Yumeki Magazine, una revista dirigida a México y gran parte de Hispanoamérica reconocida por Google News y Microsoft Bing como diario de noticias internacional.
Yumeki Entertainment Agency produjo además de noticias, artículos de investigación sobre la cultura japonesa, así como producción audiovisual y artística, documentada por medios internacionales como FiestaTV de España, y fujiTV, nipponTV, TVTokyo  de Japón, entre otros. Produjo entre 2007 y 2014 al grupo idol femenino Yumeki Angels, agrupación artística cuyo concepto, diseño y estética se construyó de acuerdo al formato japonés. Como agencia de divulgación cultural mantuvo colaboración con la Asociación México-Japonesa, organización que agrupa a la comunidad japonesa en México fundada en 1959.